# Jiddin, Khirbat

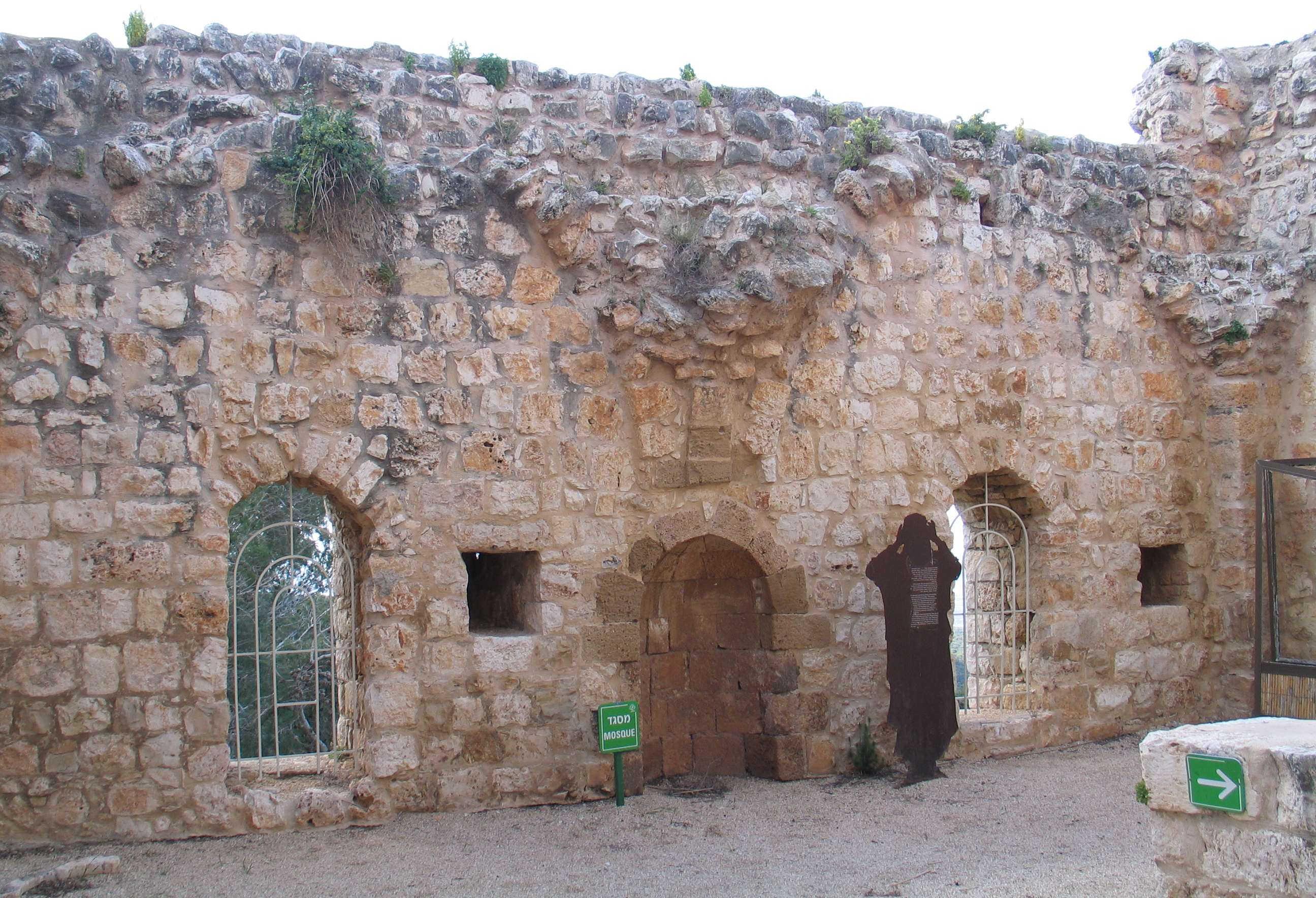
Mihramen från byns förstörda moské

Jiddin är en avfolkad palestinsk by 16 kilometer nordöst om staden Akko i Israel. Byn hade 1 500 palestinska invånare som försörjde sig i huvudsak på jordbruk och som fördrevs när den intogs av israeliska armén 1948. Idag ligger kibbutzerna Yehiam och Ga'aton vid platsen för byn.
Byn var känd under namnet Judyn bland korsriddarna. Ett slott byggt av Tyska orden under korstågen och restaurerat under Osmanska riket dominerar byn. Det beboddes 1945 av beduiner som försörjde sig på att odla tobak och korn.